# Zero pour l'éternité
Zero pour l'éternité (永遠の0, Eien no zero) est un seinen manga scénarisé par l'auteur ultra-nationaliste, négationniste et controversé au Japon, Naoki Hyakuta et dessiné par Sōichi Sumoto, prépublié dans le magazine Manga Action entre janvier 2010 et 2012 et publié par l'éditeur Futabasha en cinq volumes reliés sortis entre juillet 2010 et avril 2012. La version française est éditée par Delcourt/Akata en cinq tomes sortis entre janvier 2013 et février 2014.
Le manga est adapté du roman du même nom de Naoki Hyakuta, publié au Japon en 2006 par Ohta Publishing et Kōdansha.
L'histoire a également été adaptée en film, Eien no zero, sorti en 2013 au Japon, et en drama prévu pour 2015 sur TV Tokyo. Le film est sorti directement en DVD en août 2015 sous le titre Kamikaze.

## Personnages
- Kyuzo Miyabe : engagé dans la marine impériale japonaise à l'âge de quinze ans, pilote de chasse ayant participé à l'attaque de Pearl Harbor, la bataille de Midway, puis la bataille de Guadalcanal, avant de mourir lors d'une attaque suicide contre un porte-avions américain en mai 1945 à 26 ans.

## Liste des volumes
| no | Japonais         | Japonais          | Français         | Français          |
| no | Date de sortie   | ISBN              | Date de sortie   | ISBN              |
| --- | ---------------- | ----------------- | ---------------- | ----------------- |
| 1 | 28 juillet 2010  | 978-4-575-83796-4 | 16 janvier 2013  | 978-2-7560-3694-6 |
| Liste des chapitres : * Ch. 1 : Notre vrai grand-père - Ch. 2 : Un trouillard qui tenait à la vie - Ch. 3 : Le second maître ishioka - Ch. 4 : L'espoir - Ch. 5 : Le parachute - Ch. 6 : La perte d'un bras - Ch. 7 : Une raison d'être                                                                                              |                  |                   |                  |                   |
| 2 | 27 novembre 2010 | 978-4-575-83839-8 | 13 mars 2013     | 978-2-7560-3695-3 |
| Liste des chapitres : * Ch. 8 : Le porte-avions Akagi - Ch. 9 : À la veille de la guerre du Pacifique - Ch. 10 : Une étrange histoire - Ch. 11 : Hawaï - Ch. 12 : La bataille de Midway - Ch. 13 : Le rire du démon - Ch. 14 : Les cinq minutes du destin - Ch. 15 : Le bunker                                                       |                  |                   |                  |                   |
| 3 | 28 juillet 2011  | 978-4-575-83934-0 | 3 juillet 2013   | 978-2-7560-3696-0 |
| Liste des chapitres : * Ch. 16 : Pour ma femme - Ch. 17 : Ryûji Takayama - Ch. 18 : Genjirô Izaki - Ch. 19 : L'épreuve de la mort - Ch. 20 : Survis ! - Ch. 21 : Le « secret » de Miyabe - Ch. 22 : 560 milles marins - Ch. 23 : Sept longues heures                                                                                 |                  |                   |                  |                   |
| 4 | 28 novembre 2011 | 978-4-575-83994-4 | 13 novembre 2013 | 978-2-7560-3697-7 |
| Liste des chapitres : * Ch. 24 : Des « daïfuku » - Ch. 25 : L'essence de la guerre - Ch. 26 : La mort de Koyama - Ch. 27 : Je survivrais - Ch. 28 : Kiyotaka Nagaï - Ch. 29 : Le début des attaques spéciales - Ch. 30 : Les sentiments se lisent entre les lignes - Ch. 31 : Kaïzan Kageura                                         |                  |                   |                  |                   |
| 5 | 28 avril 2012    | 978-4-575-84065-0 | 12 février 2014  | 978-2-7560-3698-4 |
| Liste des chapitres : * Ch. 32 : Simulation de combats aériens - Ch. 33 : Retrouvailles - Ch. 34 : La dernière sortie de Miyabe - Ch. 35 : Yasushiko Ônishi - Ch. 36 : Le modèle 52 et le modèle 21 - Ch. 37 : Le nom du pilote - Ch. 38 : Ce jour-là - Ch. 39 : La lettre - Ch. 40 : Réincarnation - Ch. 41 : Les derniers instants |                  |                   |                  |                   |

## Accueil
Au Japon, le film a été critiqué par le célèbre directeur du studio Ghibli, Hayao Miyazaki, selon qui cette "histoire de pilote de guerre kamikaze basée sur un récit de guerre fictif" ne pouvait être qu'un « tissu de mensonges », ce qui a conduit Hyakuta à hasarder que Miyazaki « n'était pas bien dans sa tête ». Selon The Japan Times, "le livre ne glorifie pas la guerre", la structure du récit basé sur des témoignages "donnant à entendre toutes les opinions, du pacifisme au bellicisme.
En France, manga-news.com considère la série comme « une lecture subtile, d'une richesse inouïe, habilement documentée, et qui n'oublie pas non plus de rester divertissante ». Pour Stéphane Jarno de Télérama, « bien que le trait de Souchi Sumoto ne brille pas par son originalité, les scènes de combats aériens où s'illustrent les chasseurs japonais, les mythiques Zeros, devraient réjouir tous les nostalgiques de Buck Danny ».

### Édition japonaise
Futabasha
1. 1 2  (ja) « Tome 1 »
2. 1 2  (ja) « Tome 2 »
3. 1 2  (ja) « Tome 3 »
4. 1 2  (ja) « Tome 4 »
5. 1 2  (ja) « Tome 5 »

### Édition française
Delcourt/Akata
1. 1 2  « Tome 1 »
2. 1 2  « Tome 2 »
3. 1 2  « Tome 3 »
4. 1 2  « Tome 4 »
5. 1 2  « Tome 5 »

### Documentation
- Coralie Baumard, « Zero pour l'éternité : kamikaze », dBD, no 70,‎ février 2013, p. 86.